# Cadena de codificación

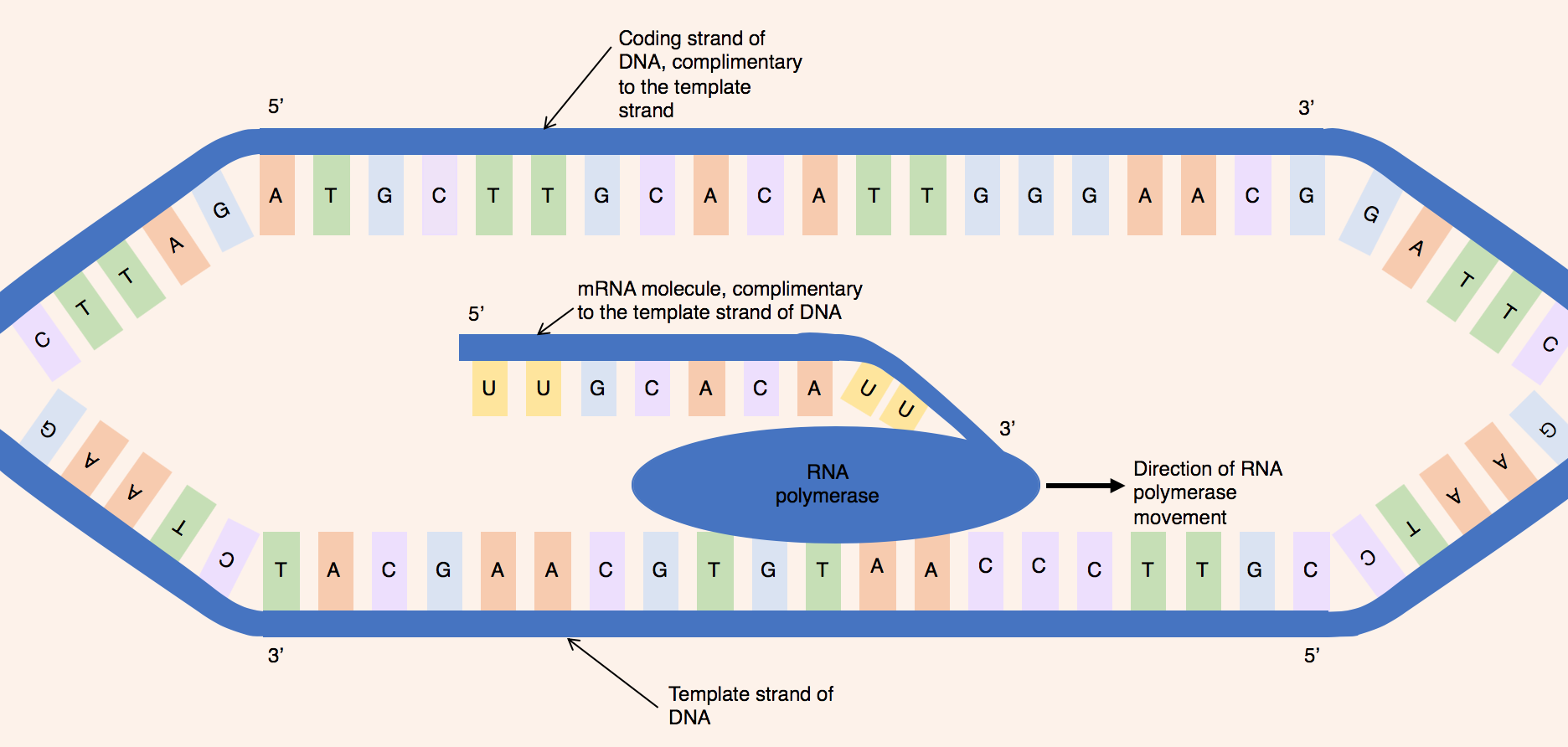
Ilustración de la cadena de codificación del ADN (DNA)

Al referirse a la transcripción de ADN, la cadena de codificación es la cadena de ADN cuya secuencia de bases corresponde a la secuencia de bases de la transcripción de ARN producida (aunque con timina reemplazada por uracilo). Es esta cadena la que contiene codones, mientras que la cadena no codificante contiene anticodones. Durante la transcripción, la enzima ARN polimerasa II se une a la cadena no codificante, lee los anti-codones y transcribe su secuencia para sintetizar una transcripción de ARN con bases complementarias. 
Por convención, la cadena de codificación es la cadena utilizada cuando se muestra una secuencia de ADN. Se presenta en la  dirección de 5' a 3'. 

## Términos alternativos para cadenas
Dondequiera que exista un gen en una molécula de ADN, una "cadena" es la cadena de codificación (o cadena de sentido, y la otra es la cadena no codificante (también llamada cadena antisentido, cadena anticodificación, cadena plantilla o cadena transcrita).

## Hilos en burbuja de transcripción
Durante la transcripción, la ARN polimerasa desenrolla una sección corta de la doble hélice del ADN cerca del inicio del gen (el sitio de inicio de la transcripción). Esta sección desenrollada se conoce como la burbuja de transcripción. La ARN polimerasa, y con ella la burbuja de transcripción, viaja a lo largo de la cadena no codificante en la dirección opuesta, 3 'a 5', así como también polimeriza una cadena recién sintetizada en la dirección 5 'a 3' o contracorriente. La doble hélice de ADN es rebobinada por la ARN polimerasa en la parte posterior de la burbuja de transcripción. Al igual que funcionan dos cremalleras adyacentes, cuando se juntan, se descomprimen y se vuelven a comprimir a medida que avanzan en una dirección particular. Varios factores pueden causar que el ADN bicatenario se rompa; por lo tanto, reordenar genes o causar la muerte celular.

## Híbrido de ARN-ADN
Cuando se desenrolla la hélice, la cadena de codificación consiste en bases no emparejadas, mientras que la cadena molde consiste en un compuesto de ARN: ADN, seguido de una serie de bases no emparejadas en la parte posterior. Este híbrido consta de los nucleótidos añadidos más recientemente de la transcripción de ARN, complementados por la base de la cadena de plantilla. El número de pares de bases en el híbrido está bajo investigación, pero se ha sugerido que el híbrido se forma a partir de los últimos 10 nucleótidos agregados.